# Dihammaphoroides sanguinicollis
Dihammaphoroides sanguinicollis är en skalbaggsart som beskrevs av Dmytro Zajciw 1967. Dihammaphoroides sanguinicollis ingår i släktet Dihammaphoroides och familjen långhorningar. Inga underarter finns listade i Catalogue of Life.